# 4436 Ortizmoreno
4436 Ortizmoreno eller 1983 EX är en asteroid i huvudbältet som upptäcktes den 9 mars 1983 av den amerikanske astronomen Evan Barr vid Anderson Mesa Station. Den är uppkallad efter José Luis Ortiz Moreno.
Asteroiden har en diameter på ungefär 30 kilometer och den tillhör asteroidgruppen Ursula.